# Museo Accorsi-Ometto
Il Museo Fondazione Accorsi-Ometto è un museo d’arti decorative di Torino, nonché il primo fondato in Italia nel suo genere.
Inaugurato nel 1999, ospita la collezione permanente del celebre antiquario torinese Pietro Accorsi e quella di Giulio Ometto, nonché eventi culturali e mostre temporanee.

## Storia

### L’edificio seicentesco
L’origine del palazzo è dovuta all’intraprendenza dei Padri Antoniani che, nel 1616, aprirono ai religiosi e ai malati un grande complesso, comprensivo di palazzo e chiesa dedicata a Sant’Antonio abate, al fondo dell’odierna via Po. Per oltre cent’anni questo edificio fu una delle sedi più prestigiose degli Antoniani in Piemonte e in Italia.
Alla metà del Settecento la chiesa fu sottoposta a rimodernamento per opera dell’architetto Bernardo Vittone che sistemò la chiesa, il coro, il campanile e approntò il decoro del presbiterio.
In seguito alla soppressione dell’Ordine degli Antoniani avvenuta nel 1776, il palazzo e la chiesa furono affidati all'Opera della Mendicità Istruita, per poi passare nell’Ottocento all’Ordine dei Santi Maurizio e Lazzaro.

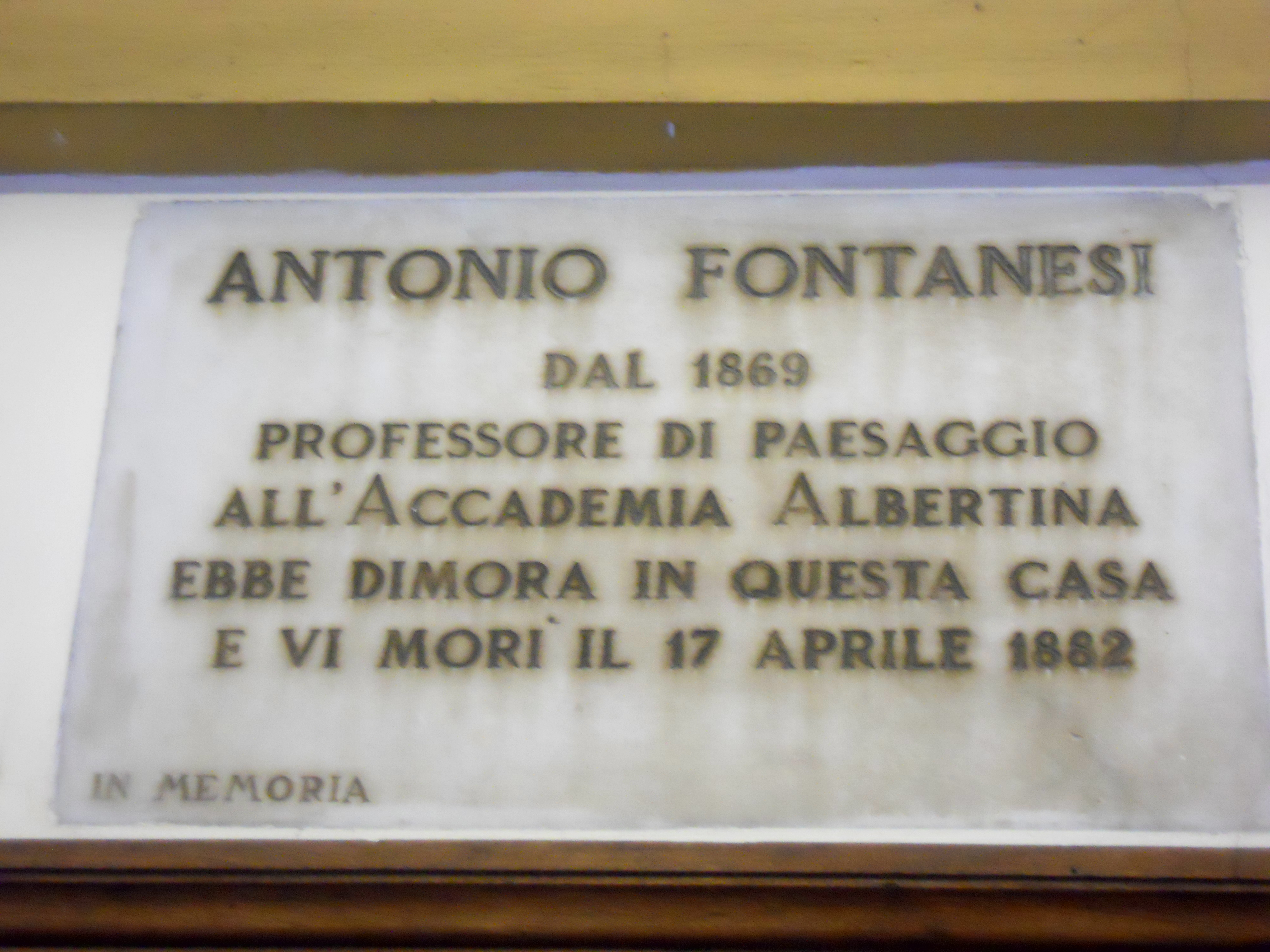
Lapide dedicata al pittore Antonio Fontanesi, nell’androne del palazzo

In quel periodo il pittore Antonio Fontanesi soggiornò in alcuni locali del palazzo, ove morì il 17 aprile 1882. Nel portone di ingresso del museo è affissa, a ricordo, una lapide in suo onore.

### La nascita della Fondazione Accorsi e del Museo Accorsi-Ometto
Alla fine degli anni Venti del Novecento Pietro Accorsi poté definirsi un antiquario affermato e con una discreta disponibilità economica a tal punto da poter provvedere al mantenimento di tutta la sua famiglia. Nel 1927 egli si trasferì con la madre e le due sorelle nel grande appartamento preso in affitto al piano nobile. Nel 1956 Pietro Accorsi acquistò l’intero palazzo di via Po 55, lo stesso dove già abitava da tempo occupando l’ampio appartamento del piano nobile ma anche il medesimo in cui lavorarono come portinai i suoi defunti genitori. La sua attività di antiquariato proseguì con acquisizioni di interi arredi di eleganti dimore, ma anche partecipazioni ad aste internazionali e mediazione per l’acquisto di opere o collezioni da parte dei maggiori musei torinesi e italiani. Tuttavia il palazzo di via Po 55 fu sempre il fulcro della propria attività e Torino l’ambiente dove Pietro Accorsi continuò a calamitare l’attenzione di una sempre più variegata e facoltosa clientela.
Alla morte di Pietro Accorsi, spentosi il 26 ottobre 1982 nel suo appartamento nell’edificio che ospita l’attuale museo, Giulio Ometto venne nominato erede universale di tutte le sostanze, gli immobili e del vasto patrimonio di oggetti d’arte del defunto antiquario, con il preciso vincolo che ciò costituisse il nucleo di una collezione museale gestita dalla Fondazione Accorsi, di cui Ometto ricopriva ormai la carica di presidente a vita. Tale motivazione venne puntualmente riportata in suoi scritti olografi e nel suo testamento: «[…] Desidero che il mio nome resti legato agli oggetti d’arte e d’antiquariato da me in un’intera vita di lavoro raccolti e conservati. […] Questo vuole essere un dono fatto alla gente intesa come insieme di persone da coltivare».
Nel 1986 Giulio Ometto, come indicato nelle volontà testamentarie, si adoperò sin da subito per ampliare ulteriormente la già cospicua collezione lasciata in eredità da Pietro Accorsi, comprendente suppellettili, porcellane, sculture e arredi proveniente in gran parte da Villa Paola e dalle altre residenze del defunto antiquario. Tuttavia questo nucleo iniziale era sufficiente per arredare soltanto sette sale delle ventisette presenti nei circa duemila metri quadri dell’edificio di via Po 55. Con le ulteriori acquisizioni operate da Giulio Ometto la collezione superò i tremila pezzi e consentì di allestire un percorso museale più completo, comprendente tutte le sale.
Al tempo stesso Giulio Ometto si occupò dello scrupoloso restauro e della ristrutturazione del seicentesco edificio con il supporto di una squadra di esperti artigiani e restauratori coordinati dall’architetto Fassio, di concerto con la Sovrintendenza. Data la complessità dell’operazione, i lavori si sono protratti per svariati anni, tuttavia sono stati portati a compimento; la vecchia portineria dove abitò il giovane Pietro Accorsi con la sua famiglia è stata convertita nella biglietteria, mentre i locali del piano nobile dell’edificio adattati per ospitare agevolmente il museo stesso, inaugurato il 2 dicembre 1999 e considerato il primo museo d’arti decorative d’Italia.
Con la morte di Giulio Ometto nel 2019, nella collezione del museo è confluita anche la sua personale raccolta e la Fondazione Accorsi ha mutato il nome in Fondazione Museo Accorsi-Ometto.

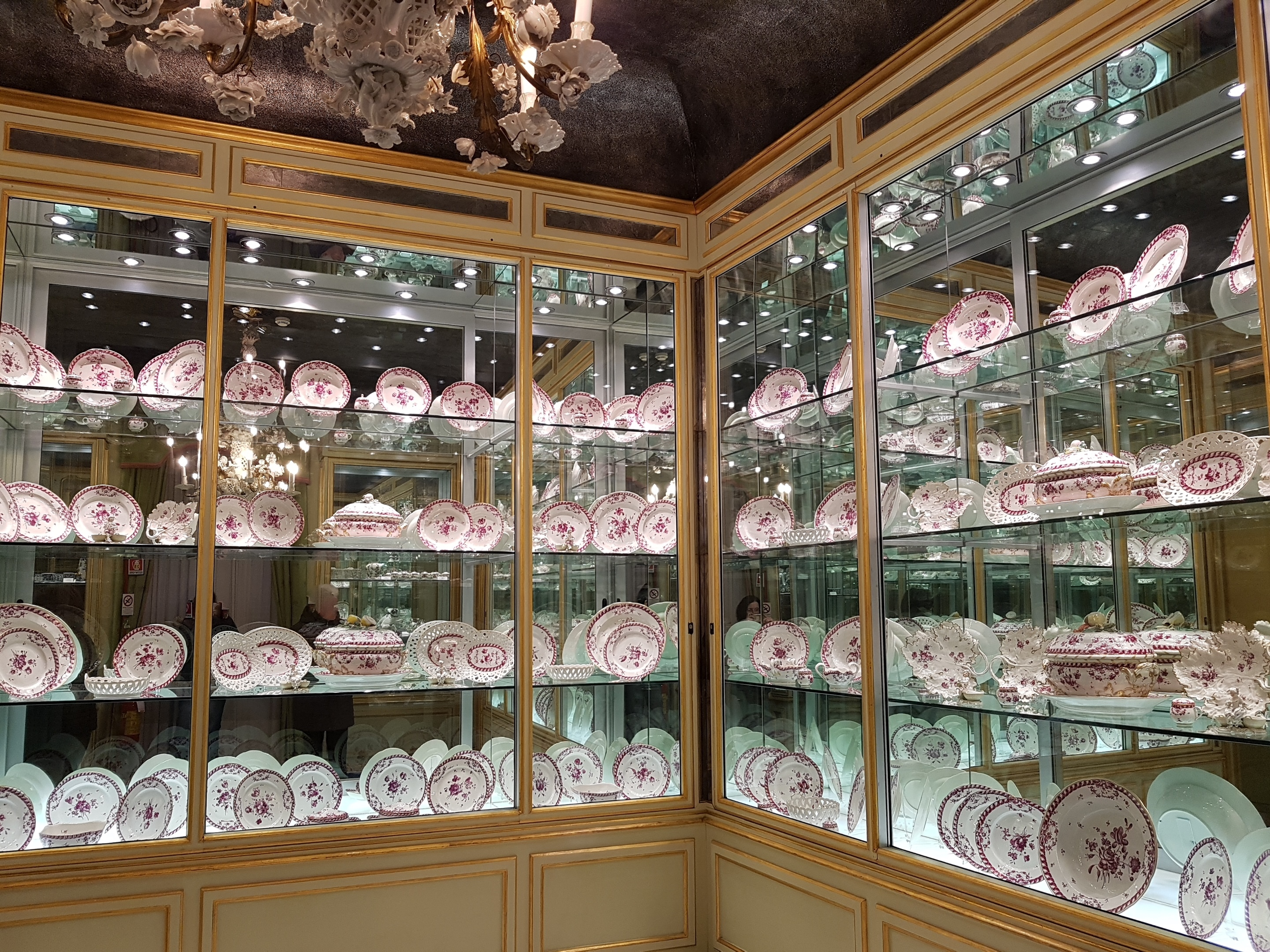
Una delle vetrine contenti porcellane della Collezione Accorsi

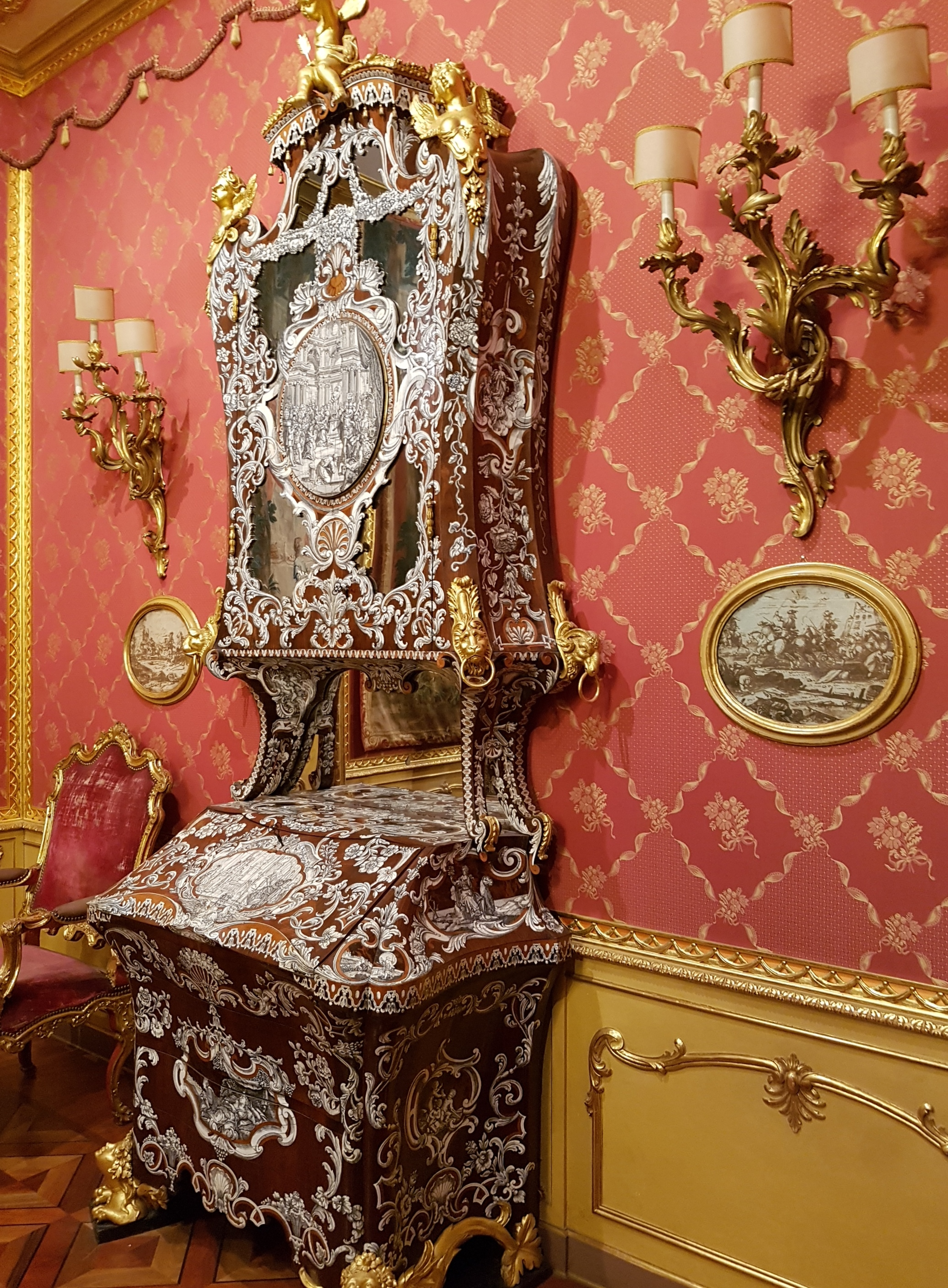
Il doppio corpo realizzato dall’ebanista piemontese Pietro Piffetti

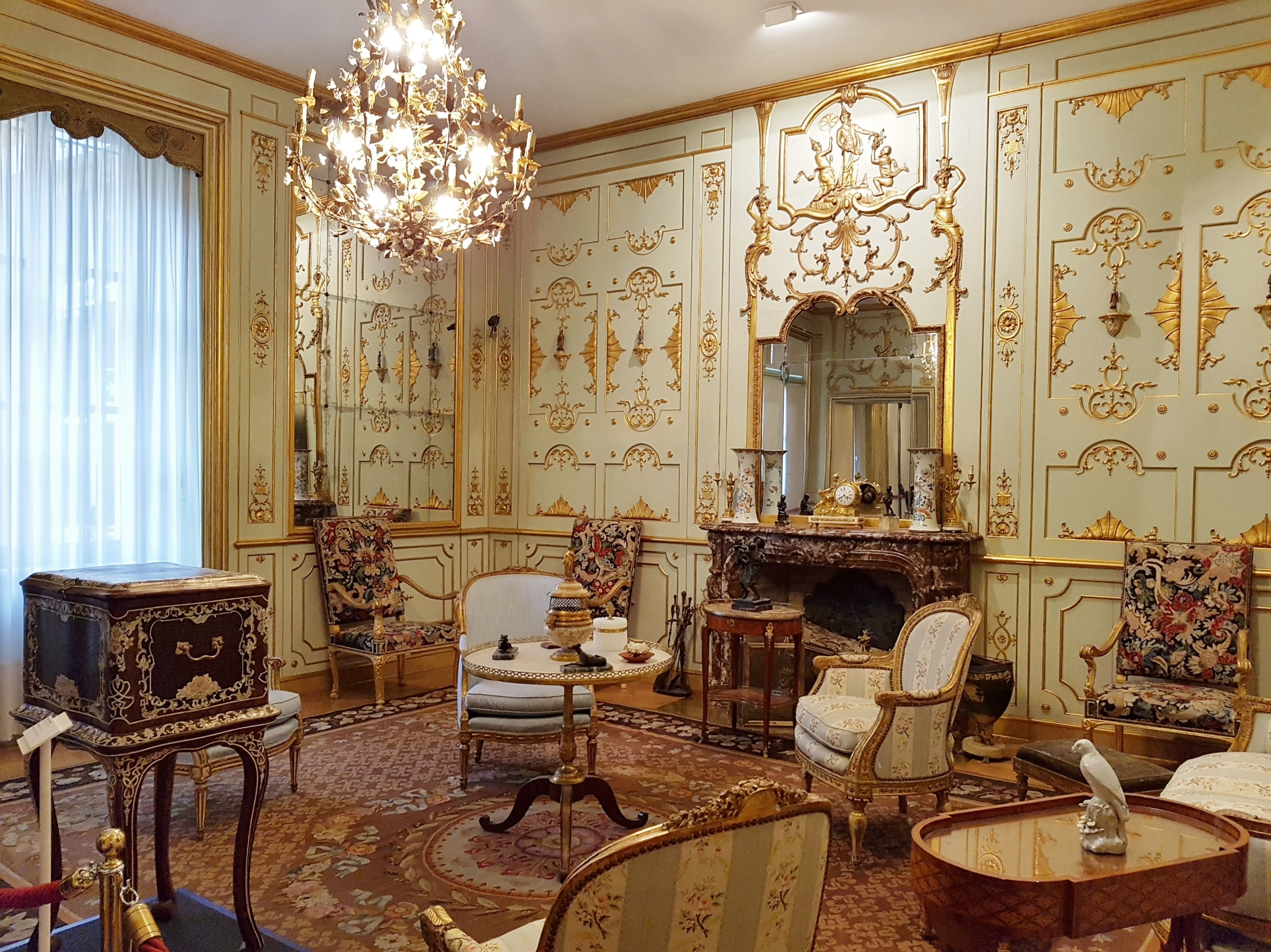
Una delle sale arredate del Museo Accorsi-Ometto

## Il Museo Accorsi-Ometto

### Il percorso museale
L’allestimento degli ambienti che ospitano la collezione fu curata personalmente dal presidente della fondazione Giulio Ometto nel 1999, secondo il gusto del fondatore Pietro Accorsi, che prediligeva le arti decorative soprattutto del Settecento e legate al Piemonte e alla Francia.
Nelle ventisette sale del Museo Accorsi-Ometto sono esposti oltre tremila oggetti, appartenuti al celebre antiquario.

Il percorso museale è suddiviso in due parti. La prima è dedicata alle suppellettili, conservate in una serie di vetrine che custodiscono cristalli di Baccarat, argenti, tabacchiere e porcellane di Meißen, Frankenthal e Sèvres; la seconda è dedicata alle sale ammobiliate, così come Pietro Accorsi le aveva arredate presso la sua Villa Paola, sulla collina di Moncalieri. Nel susseguirsi delle stanze, oltre a preziosi oggetti d’arredo, arazzi e dipinti del Settecento, si possono osservare mobili francesi, veneziani e piemontesi, tra cui spicca il celebre doppio corpo firmato e datato nel 1738 da Pietro Piffetti e ritenuto essere il mobile più bello del mondo.

### Le mostre
Il museo è, fin dalla sua costituzione, sede di importanti mostre, principalmente volte alla conoscenza delle arti decorative e di quella del patrimonio storico artistico piemontese, non tralasciando temi di interesse anche internazionale.
Esso prosegue nella sua missione e continua a essere un’attrazione museale per la città, ospitando anche mostre di pittura ed eventi culturali di rilievo.